# European Centre for Certification and Privacy
 (novembre 2024).
L'article doit être relu — et modifié si nécessaire — par des contributeurs indépendants pour apporter un regard critique aux contributions effectuées en violation des conditions d'utilisation de Wikipédia, tant sur la forme (notamment concernant le style encyclopédique, la proportionnalité) que sur le fond (la neutralité de point de vue, la qualité et l'indépendance des sources).
Le European Centre for Certification and Privacy (ECCP), ou Centre Européen pour la Certification et la Protection des Données en français, est une organisation européenne établie au Luxembourg. Sa mission est de soutenir la recherche et la normalisation dans le domaine de la régulation des données et de la conformité réglementaire. L'organisation a été établie dans le cadre du projet de recherche européen via le projet Privacy Flag et travaille en étroite coopération avec divers projets de recherche européens pour faciliter le transfert de leurs résultats de recherche dans le domaine de la certification et de la gouvernance des données. 
ECCP est notamment responsable du schéma de certification Europrivacy, qui a été développé dans le cadre du programme de recherche européen et qui a été approuvé par le Comité européen de la protection des données (EDPB) pour servir de label européen de protection des données au sens de l'article 42 du règlement général sur la protection des données (RGPD). Conformément au RGPD, cette certification a pour but de démontrer « la conformité au RGPD des opérations de traitement effectuées par les responsables du traitement et les sous-traitants ». En tant que certification approuvée par EDPB, Europrivacy est reconnu dans tous les États membres de l'UE et de l'EEE.
ECCP gère également d'autres schémas de certification développés dans le cadre de la recherche européenne, tels que:
- AIA Cert, qui permet d'évaluer la conformité aux obligations stipulées dans les principes de l'OCDE, dans la convention cadre du Conseil de l'Europe sur l'Intelligence Artificielle et la Réglementation Européenne sur l'Intelligence Artificielle (AI Act);
- Divers critères permettant d'évaluer la conformité réglementaire vis-à-vis de normes européennes, telle que la directive ePrivacy , le Règlement européen sur les données (la Loi sur les données), le Règlement européen de la Gouvernance des Donnée (la loi sur la gouvernance des données), etc.;
- Ethical Cert, qui permet d'évaluer la dimension éthique de projets ou de service autour de 22 critères.
- IAM4SDG, qui permet d'évaluer l'impact de projets sur les Objectifs du Développement Durable de l'ONU.
- Trust Scale Levels (TSL).

ECCP participe également activement à la recherche européenne sur la réglementation des données et la conformité réglementaire, notamment dans des domaines tels que les espaces de données et la recherche médicale.